# Adriatic Arena
 (avril 2025).
Si vous disposez d'ouvrages ou d'articles de référence ou si vous connaissez des sites web de qualité traitant du thème abordé ici, merci de compléter l'article en donnant les références utiles à sa vérifiabilité et en les liant à la section « Notes et références ».
L'Adriatic Arena (anciennement BPA Palas) est une salle multifonction située à Pesaro, dans la province de Pesaro et d'Urbino, dans la région des Marches, en Italie centrale. La salle a une capacité de 10 323 spectateurs et accueille les rencontres à domicile du Victoria Libertas Pesaro.

## Galerie

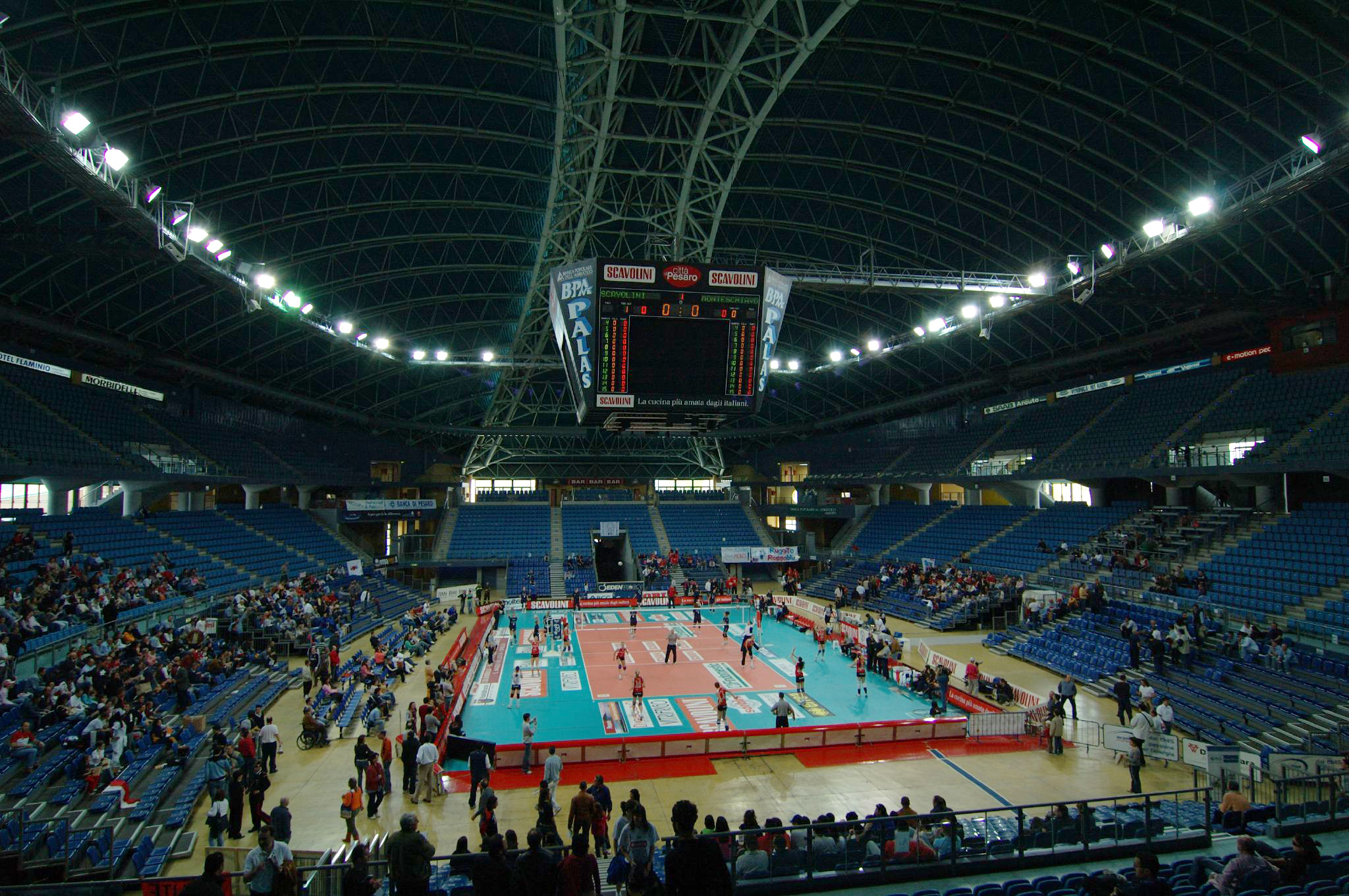
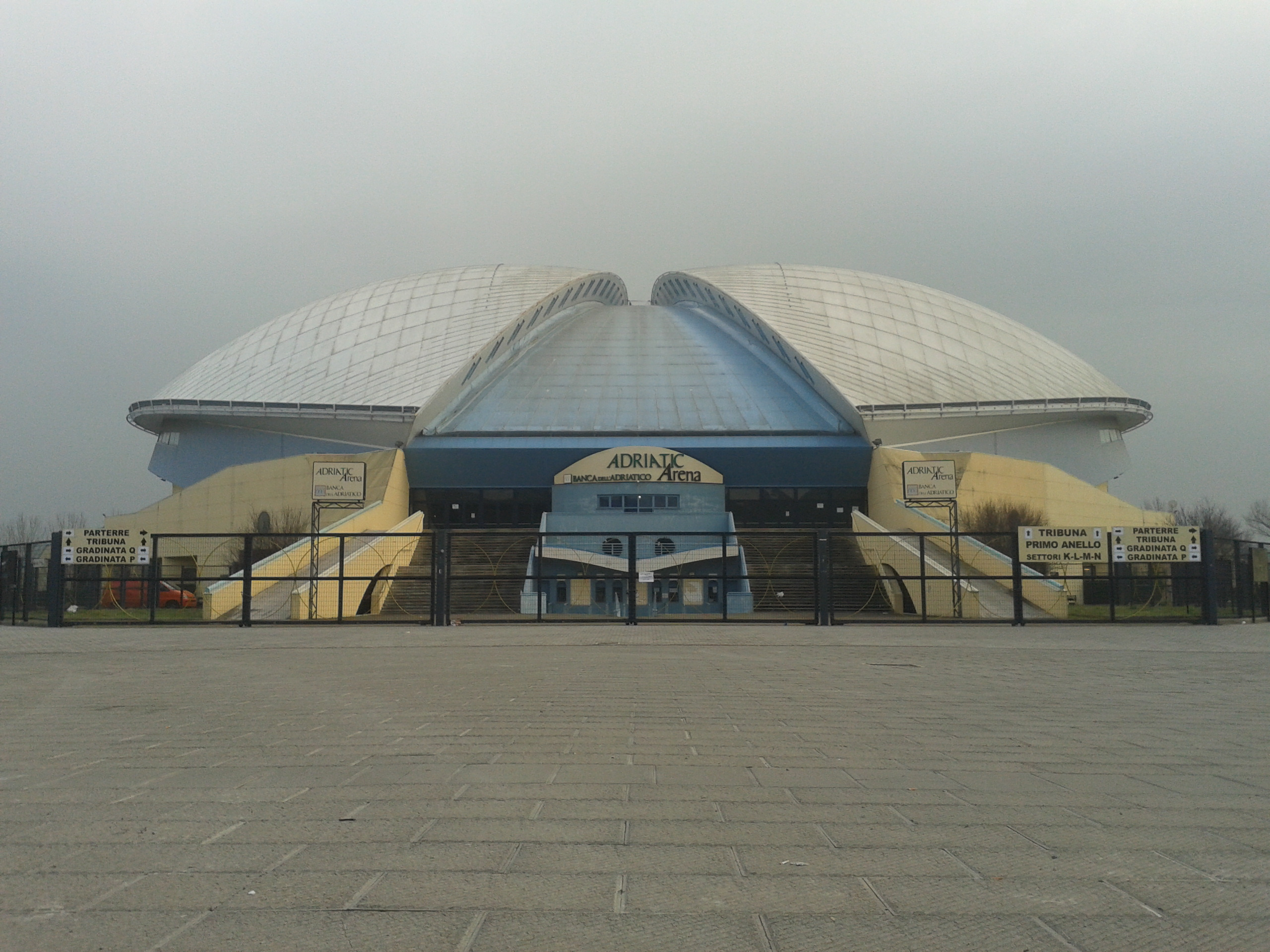